# دیزالو (فیلم)
دیزالو یا منحل کردن (کره‌ای: 딘) فیلمی به نویسندگی و کارگردانی کیم کی دوک محصول سال ۲۰۱۹ است. این فیلم در قزاقستان فیلمبرداری شده‌است.

## جوایز
| سال  | جشنواره                     | بخش         | نامزدی     | نتیجه    | جایزه       | منبع  |
| ---- | --------------------------- | ----------- | ---------- | -------- | ----------- | ----- |
| ۲۰۲۰ | جشنواره بین‌المللی فیلم مسکو | بهترین فیلم | کیم کی دوک | نامزدشده | گئورگ طلایی | [ ۳ ] |